# Leonardo Rodríguez
Leonardo Adrian Rodríguez Iacobitti (Lanús, 1966. augusztus 27. –) argentin válogatott labdarúgó.

## Pályafutása

### Klubcsapatban
Pályafutását szülvővárosában a Lanúsban kezdte 1983-ban és innen is vonult vissza 20 évvel később 2002-ben. A két időpont között két időszakot töltött el a San Lorenzo és a chilei Universidad de Chile csapataiban. Ezenkívül játszott többek között a Vélez Sarsfield, az Argentinos Juniors, a Toulon, az Atalanta, a Borussia Dortmund, és a Club América együtteseiben.

### A válogatottban
1991 és 1994 között 28 alkalommal játszott az argentin válogatottban és 2 gólt szerzett. Részt vett az 1994-es világbajnokságon. Tagja volt az 1991-es és az 1993-as Copa Américán, illetve az 1992-es konföderációs kupán győztes csapatok keretének is.

## Sikerei, díjai

### Játékosként
Universidad de Chile
- Chilei bajnok (3): 1995, 1999, 2000
- Chilei kupa (2): 1998, 2000

San Lorenzo
- Copa Mercosur (1): 2001
- Copa Sudamericana (1): 2002

Argentína
- Copa América (2): 1991, 1993
- Konföderációs kupa (1): 1992
- Artemio Franchi-trófea (1): 1993

## Külső hivatkozások
- Leonardo Rodríguez adatlapja a National-Football-Teams.com oldalon (angolul)

- Leonardo Rodríguez (francia, angol nyelven). FootballDatabase.eu